# 斯塔夫基 (圖里西克區)
51°3′48″N 24°11′22″E / 51.06333°N 24.18944°E
斯塔夫基（烏克蘭語：Ставки），是烏克蘭的村落，位於該國西部沃倫州，由科韋利區負責管轄，始建於1567年，面積3.01平方公里，海拔高度189米，2001年該村落人口437。